# بنك ليسوتو المركزي
البنك المركزي ليسوتو هو البنك المركزي لدولة ليسوتو، في جنوب أفريقيا. يقع البنك في ماسيرو. تأسس البنك في عام 1978 باسم سلطة ليسوتو النقدية.

## روابط خارجية
- البنك المركزي ليسوتو الموقع الرسمي